# Lasso

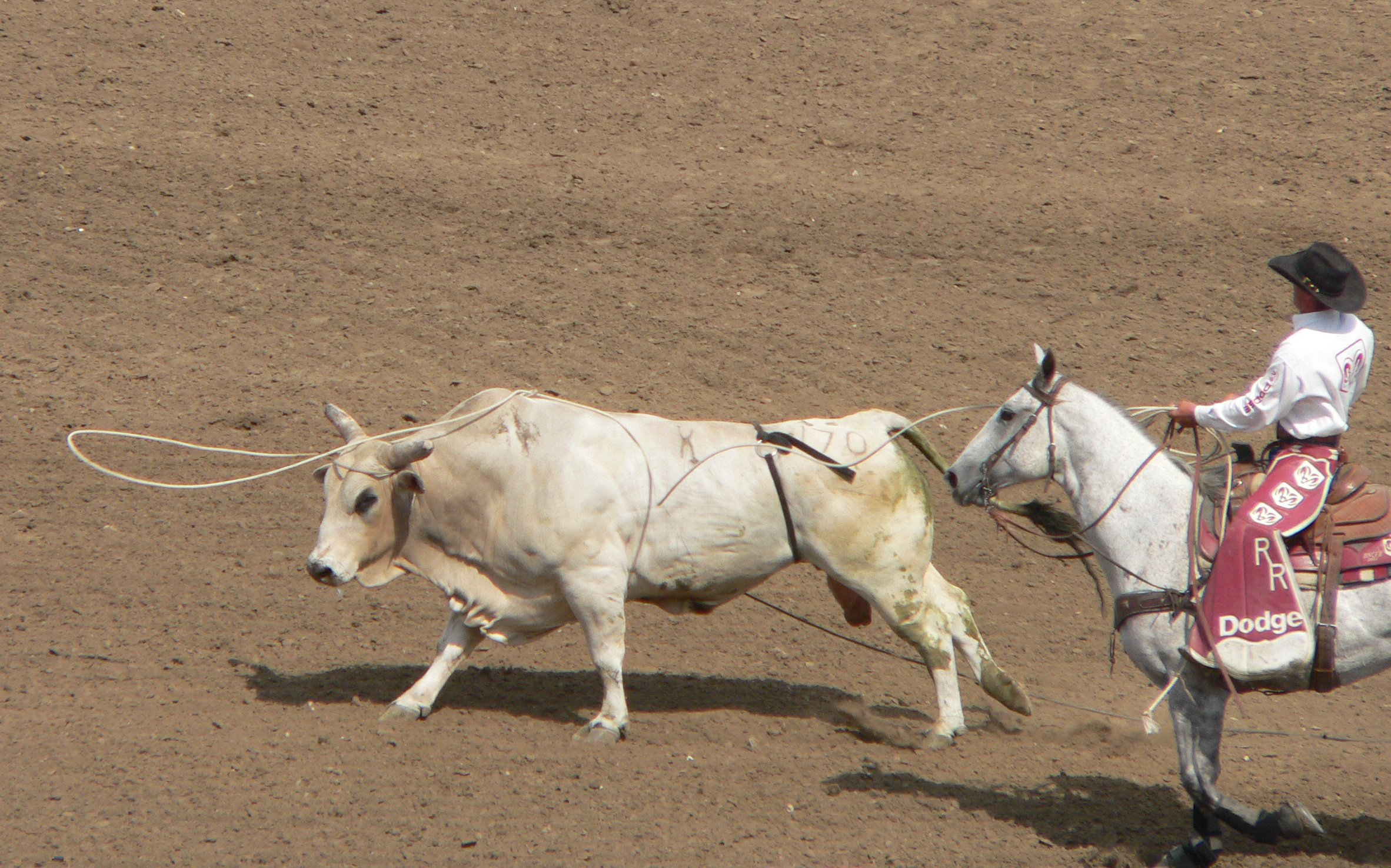
Een vluchtende stier wordt gelassood door een deelnemer aan een rodeo

Een lasso is een werpkoord met een verschuifbare lus dat gebruikt wordt door cowboys om er paarden en koeien mee te vangen. Cowboys zwieren de lasso een aantal keren boven hun hoofd om te richten en werpen dan de grote lus om de hals of de benen van het paard of de koe die ze willen vangen en vervolgens trekken ze de lus snel aan zodat het dier gekluisterd op zijn plek blijft staan.
Een lasso kan gemaakt zijn van henneptouw of van stroken ongelooid leer die tot een koord gevlochten zijn. Een leren lasso is duurder maar gaat ook langer mee. Er bestaan zo'n dertig verschillende lassotechnieken. Lassowerpen is een sport waarvan wedstrijden gehouden worden.
Showwerpen met de lasso gebeurt ook tijdens circusvoorstellingen en rodeoshows.
De 'lasso' van de veehoudende Mongolen in Centraal-Azië wordt urga genoemd en bestaat uit een lange stok met een flexibele strik eraan. De urga is een van de nationale symbolen van de nomaden van Mongolië. Ook de Saami gebruiken lasso's, suopunki, om hun rendieren te vangen.
Het glijoog van de lasso wordt in het Engels de honda genoemd, de lus heet de loop en het lange touw heet de spike. Het woord lasso zelf zou teruggaan op het Spaanse woord lazo voor koord, strik of knoop.

## Afbeeldingen

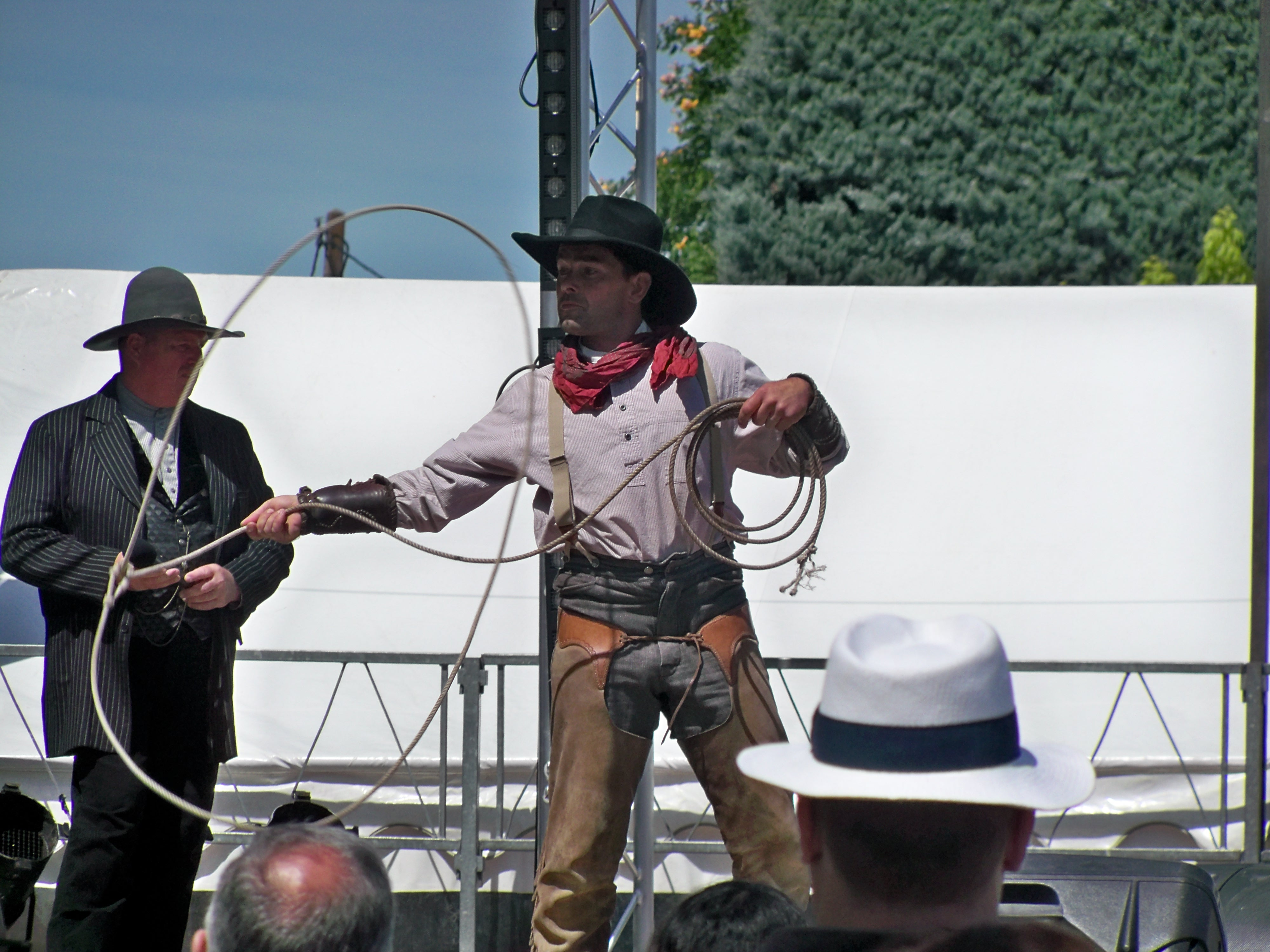
Demonstratie: gebruik van een lasso
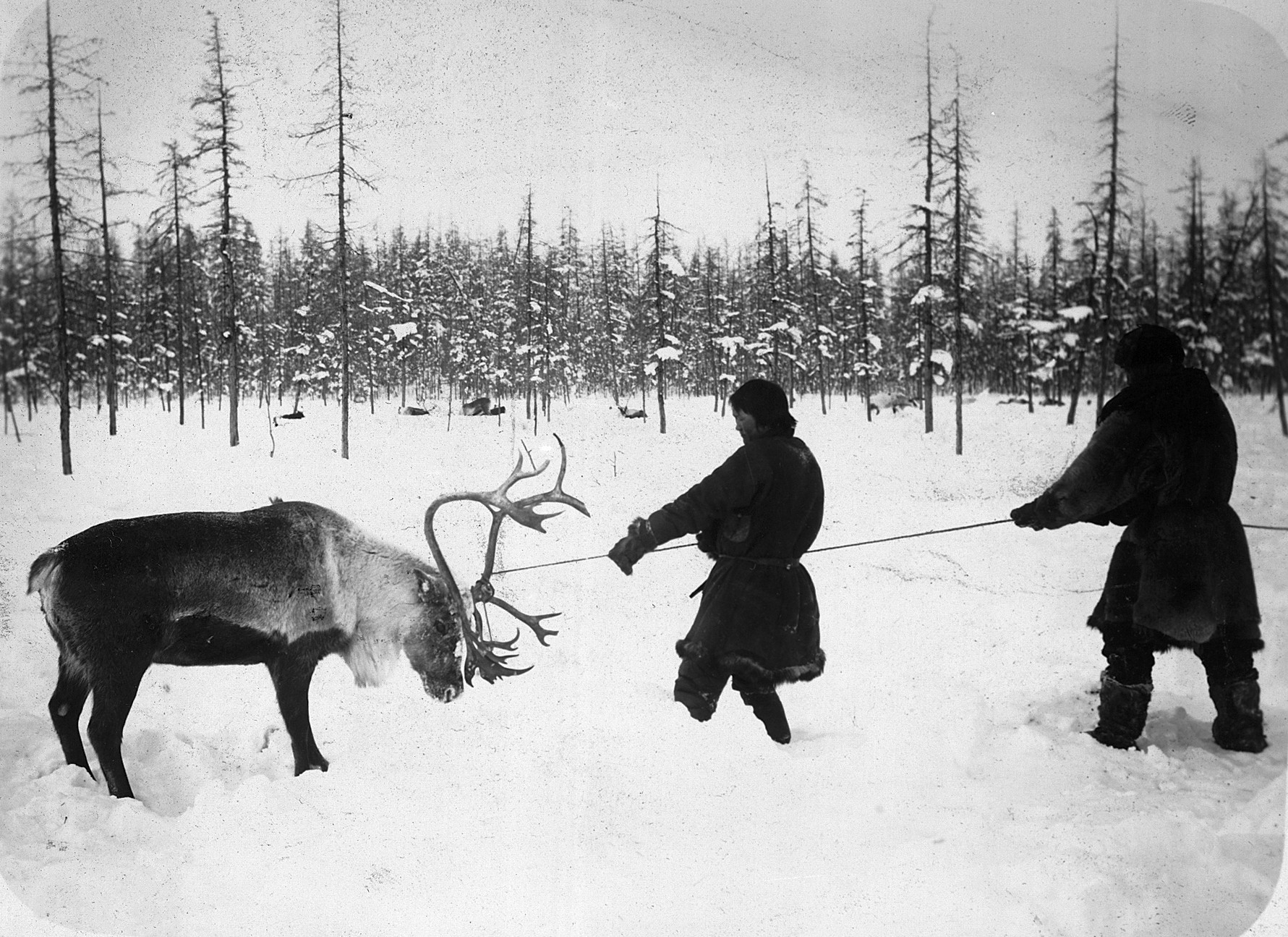
Saami met rendier ca. 1890